# Luis Aguirrebeña
Luis Aguirrebeña Gabiola (Santiago del Cile, 26 agosto 1915 – ...) è stato un pallanuotista cileno, che ha partecipato alle Olimpiadi estive di  Londra 1948, assieme a suo fratello Pedro.